# Antenor Medina
Antenor Cristiano Medina (* um 1920) ist ein ehemaliger argentinischer Fußballspieler auf der Position eines Verteidigers.

## Leben
Soweit nachvollziehbar, begann Antenor Medina seine Laufbahn beim CA Lanús. 1938 wechselte er zu River Plate und ein Jahr später zum CA Tigre, bei dem er 5 Jahre lang unter Vertrag stand.
Als in Mexiko der Profifußball eingeführt wurde, wechselte Medina zur Unión Deportiva Moctezuma, für die er zunächst von 1943 bis 1945 und anschließend noch einmal in der Saison 1946/47 spielte. 1947 gewann er mit Moctezuma die Copa México und den Campeón de Campeones. Dazwischen stand Medina in der Saison 1945/46 beim CF Monterrey unter Vertrag. Seine letzte bekannte Station war der CD Veracruz, dem Medina in der Saison 1947/48 angehörte.

## Erfolge
- Copa México: 1947
- Campeón de Campeones: 1947